# Koigi wa Wamwere
Koigi wa Wamwere (Rugongo, condado de Nakuru, 18 de diciembre de 1949) es un político, periodista y escritor keniata conocido opositor de las políticas de Jomo Kenyatta y Daniel arap Moi, quienes lo encarcelaron. Estudió en Estados Unidos, en la Universidad Cornell, donde se empezó a interesar por la política.

## Libros
- 1980 – A Woman Reborn
- 1988 – Conscience on Trial: Why I Was Detained: Notes of a Political Prisoner in Kenya
- 1992 – People’s Representative and the Tyrants
- 1997 – Dream of Freedom
- 2000 – Tears of The Heart: A Portrait of Racism in Norway and Europe
- 2003 – Negative Ethnicity: From Bias to Genocide
- 2003 – I Refuse to Die: My Journey for Freedom